# Pío Collivadino
Pío Collivadino (Buenos Aires, 20 de agosto de 1869 - Buenos Aires, 26 de agosto de 1945) fue un pintor grabador y escenógrafo argentino. Fue nombrado miembro de número de la Academia Nacional de Bellas Artes.

## Vida y obra
Pío Collivadino nació en el barrio de Barracas de la ciudad de Buenos Aires en 1869. 
Estudió dibujo en la sociedad cultural ítalo-argentina, Societá Nazionale de Buenos Aires. En 1889 viajó a Roma donde en 1891, fue aceptado en la Accademia di San Luca, la Academia Nacional de Bellas Artes, egresando de dicha institución siete años después. Allí fue entrenado por Cesare Mariani y colaboró en los frescos decorativos de la Corte Constitucional de Italia.
En 1896 regresó a Argentina y se hizo conocido por sus litografías románticas. Asistió a tres exposiciones internacionales en Venecia, de 1903 a 1907, donde su cuadro La hora del almuerzo (1903) ganó una medalla de oro. También estuvo en la Exposición Universal de San Luis (1904), en Estados Unidos, donde obtuvo una medalla de oro y una de plata.

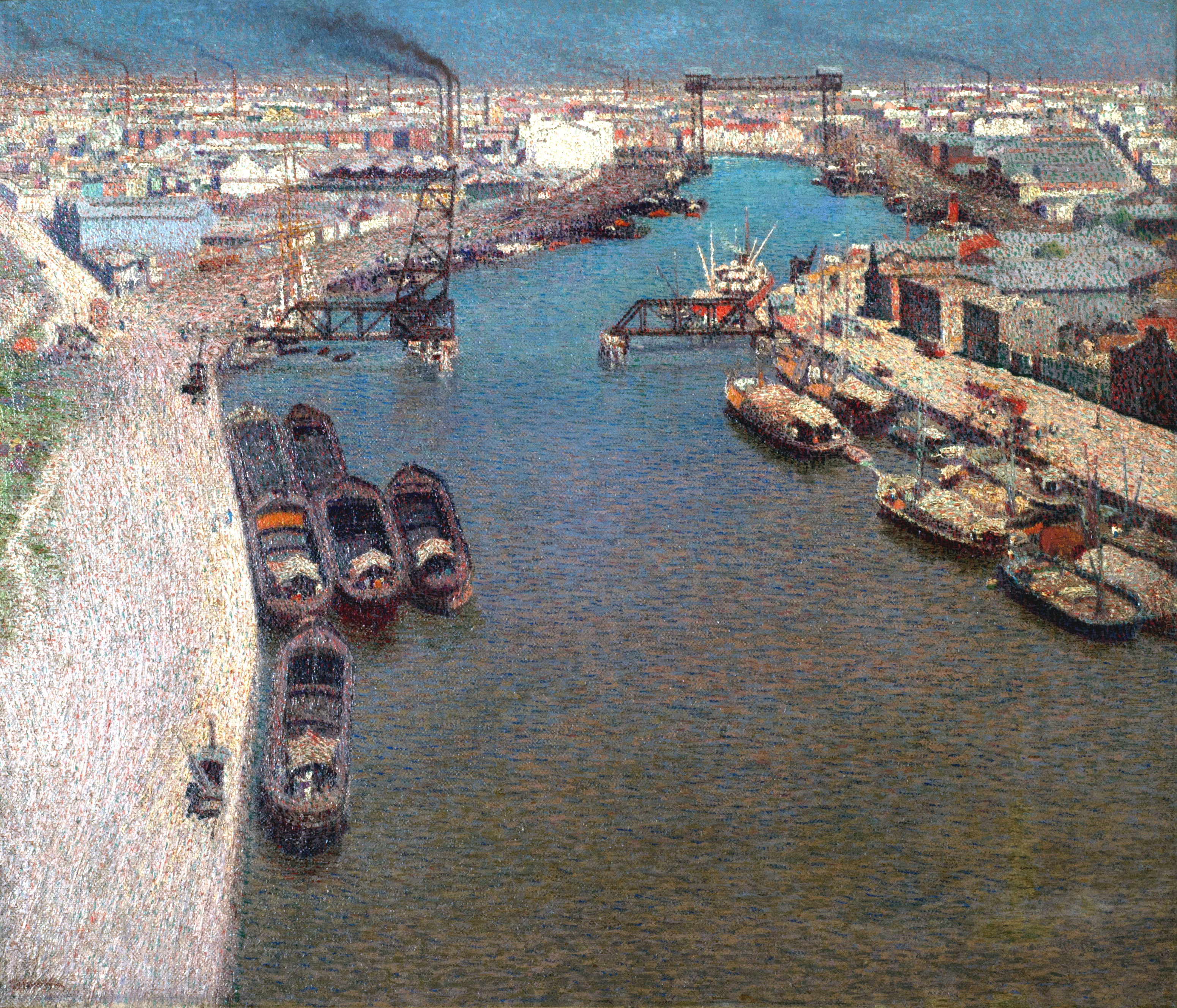
El riachuelo, de Pio Collivadino. 1916. Museo Nacional de Bellas Artes.

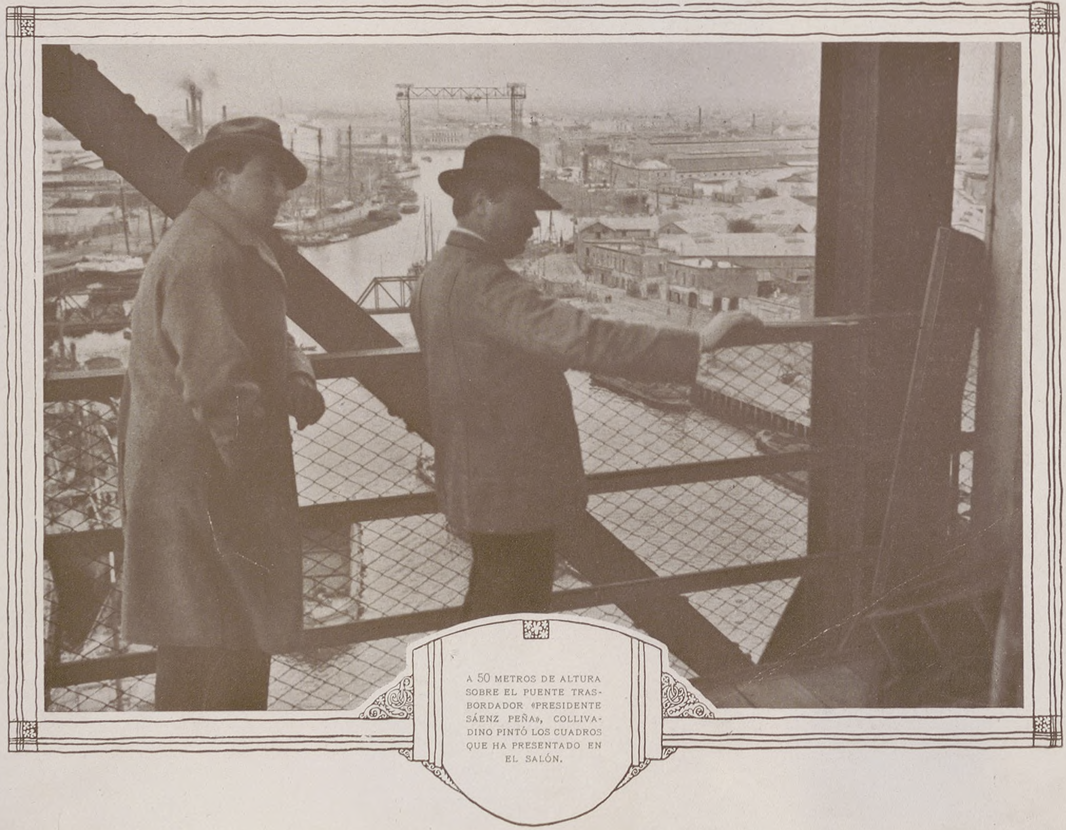
Pio Collivadino pintando.

Esto lo animó a la transición al post-impresionismo, un género que no había encontrado todavía condiciones favorables entre los cánones del arte argentino y se incorporó al Grupo Nexus. Ha sido considerado el más cosmopolita del grupo, dirigido por los pintores Fernando Fader y el escultor Rogelio Yrurtia. Fue también el que mayor atención dedicó al contraste entre el Buenos Aires tradicional y la modernidad que venía a cambiar todo.
Honrado con la Orden de la Corona de Italia en 1905, Collivadino se convirtió en miembro honorario de la Academia de Brera, en Milán.

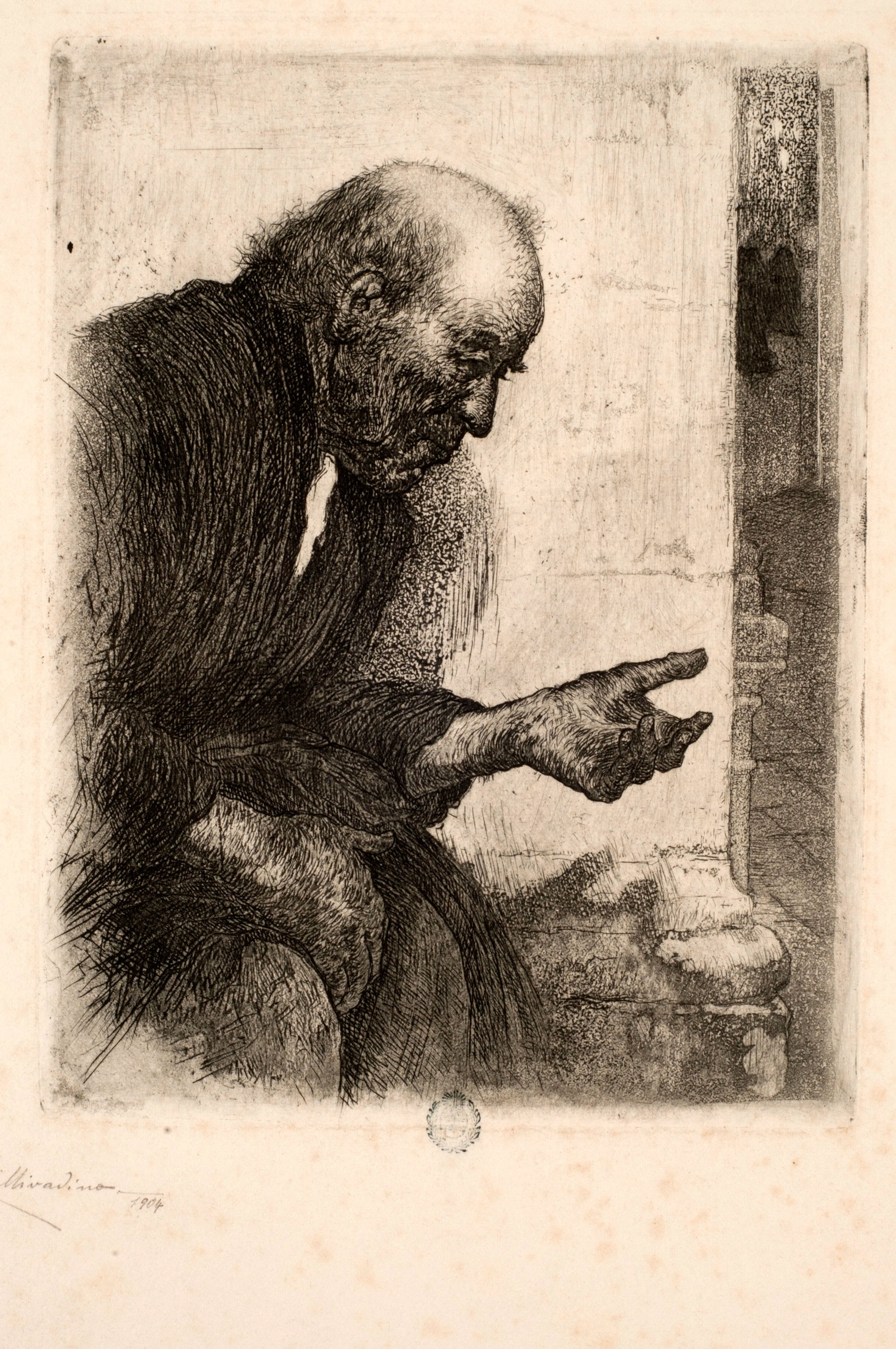
El mendigo (Pío Collivadino)

Sin embargo, Collivadino siguió siendo requerido en Argentina y participó en numerosos jurados de arte. Fue nombrado Director de la Academia de Bellas Artes en 1908, y fue destacado en la Exposición Internacional del Centenario, en 1910. Los años siguientes fueron testigos de la creación de las obras más conocidas de Collivadino, como Usinas (1914). 
Collivadino creó su propio teatro llamado “La Higuerita”. Tuvo a su cargo la dirección escenográfica en el famoso Teatro Colón y fue presidente del directorio del mismo. 
Siguió siendo director de la Academia Nacional de Bellas Artes, donde enseñó hasta su jubilación en 1935, siendo algunos de sus alumnos Lino Enea Spilimbergo, Miguel Victorica, Raquel Forner, Héctor Basaldúa y Benito Quinquela Martín.

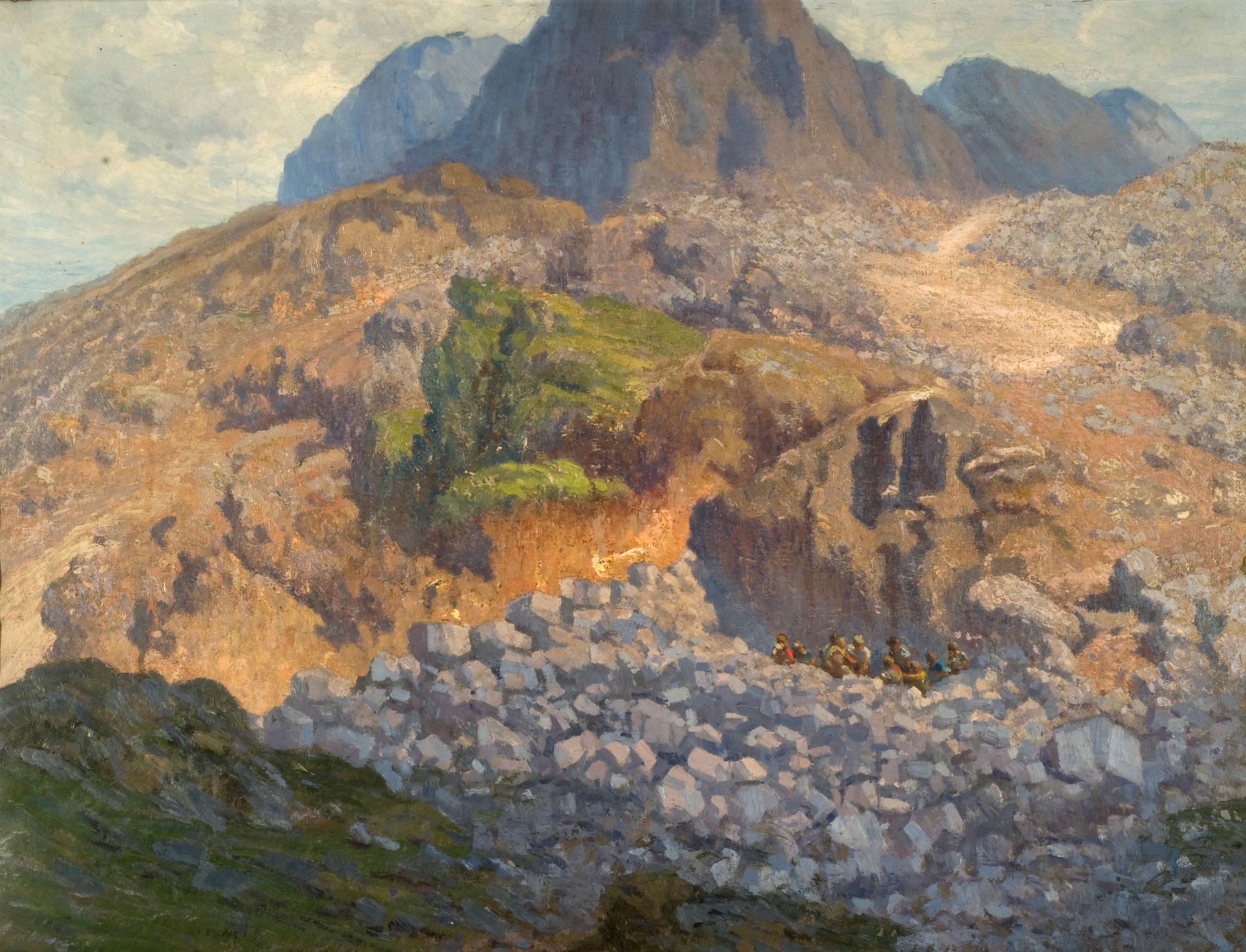
Paisaje de Tandil, de Pío Collivadino. Museo Nacional de Bellas Artes.

Ayudó a organizar la Escuela Nacional de Bellas Artes Prilidiano Pueyrredón en 1939 y el Museo de Calcos y Escultura comparada en 1941. Fue director de la Escuela Prilidiano Pueyrredón hasta 1944, cuando fue obligado a retirarse por el nuevo gobierno militar del general Pedro Pablo Ramírez (cuya política cultural era hostil a las influencias europeas y favorable a lo que describía como "virtudes criollas").

Uno de los últimos alumnos de Collivadino en la Escuela Prilidiano Pueyrredón, el pintor, dibujante, periodista y escritor Geno Díaz, graduado en aquella en 1946, describió estas circunstancias en su autobiografía humorística de 1984 afirmando:

El 4 de junio [de 1943], estalló la revolución, y expulsó al director de la escuela, don Pío Collivadino, un hombre de grandes conocimientos técnicos, un reconocido artista que había dedicado su vida a la Escuela. Fue cruelmente reemplazado por uno de esos perversos incompetentes, y el ilustre maestro anciano murió de tristeza. Fue un crimen más, entre muchos otros, del fascismo en Argentina.

Pío Collivadino falleció en Buenos Aires, el 26 de agosto de 1945, a los 75 años.
Sus numerosas obras se encuentran en los mejores museos nacionales y del exterior. Nunca pidió nada para él, sino para su Academia y sus alumnos. Fue un artista que descubrió los signos de un lenguaje que el pueblo entiende porque es el trabajo del fondo de la sensibilidad. Fue contrario a toda clase de simbolismo, conceptualismo y demás ismos que consideró como una enfermedad infantil de los artistas.
Capturó en sus telas “el perfume de otros tiempos, la nostalgia de lo apenas perdido”.

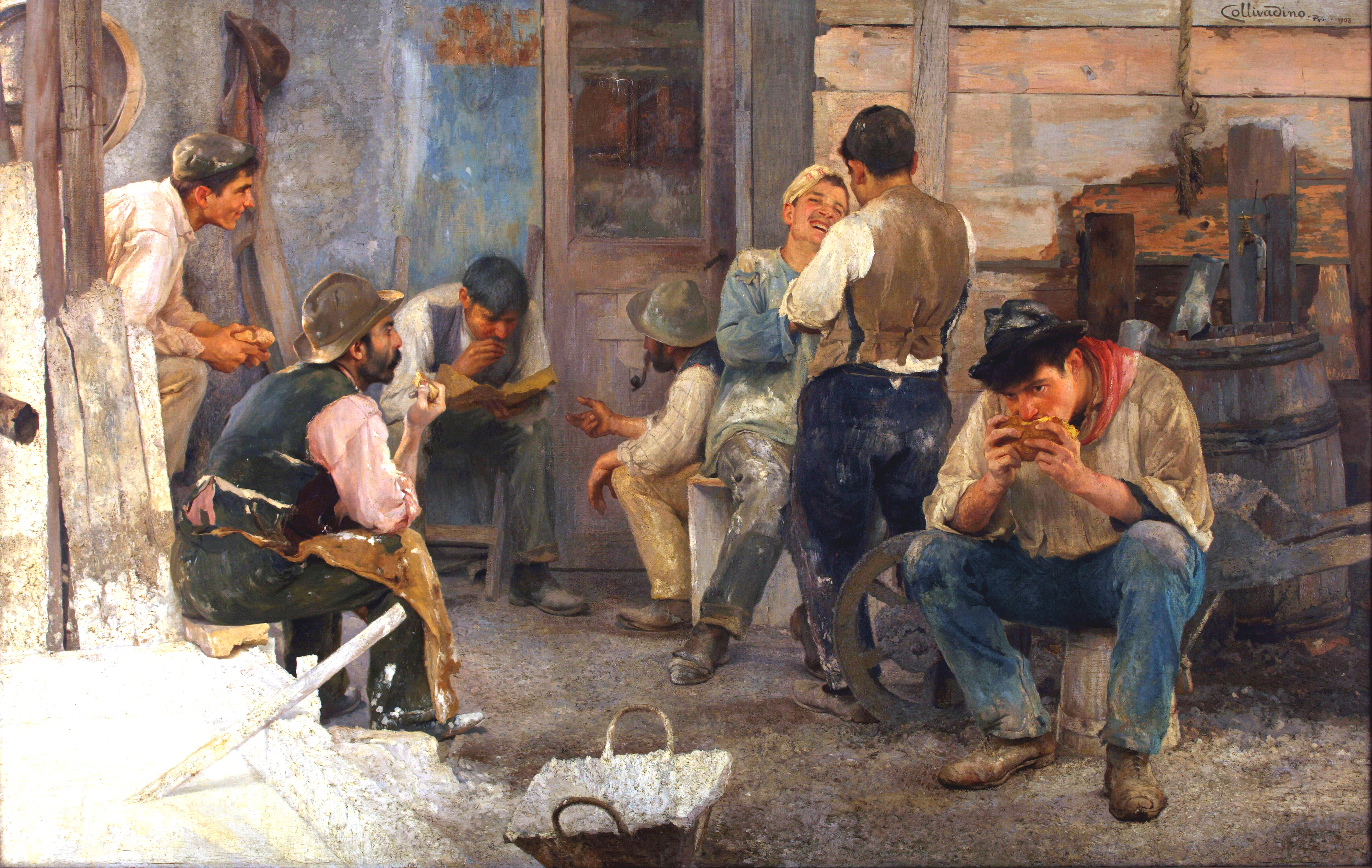
La hora del almuerzo, de Pio Collivadino. 1903. Museo Nacional de Bellas Artes.

## Museo Pío Collivadino
La familia del artista cedió a la Universidad Nacional de Lomas de Zamora más de cien obras plásticas -oleos, lápices, sanguinas, acuarelas, grabados, litografías y esculturas-. En 1992, la Universidad inauguró el Museo Pio Collivadino, en una casa  antigua, ubicada en la calle Medrano N.º 165, en la ciudad de Banfield, provincia de Buenos Aires.
Desde 2010 el museo permaneció cerrado. El paso del tiempo generó la necesidad de restauración y acondicionamiento del material. Con este propósito, la Universidad Nacional de Lomas de Zamora (UNLZ)  firmó un convenio con la Universidad Nacional de San Martín, donde funciona el Centro de Producción e Investigación en Restauración y Conservación Artística y Bibliográfica Patrimonial (CEIRCAB TAREA).
En los años posteriores se llevó a cabo la última etapa del proyecto consistente en la digitalización y microfilmación del material y su preparación para una futura exhibición. El canal Encuentro dio cuenta de estos trabajos con un informe periodístico.
En 2018 se reabrió el Museo.